# Mayotte

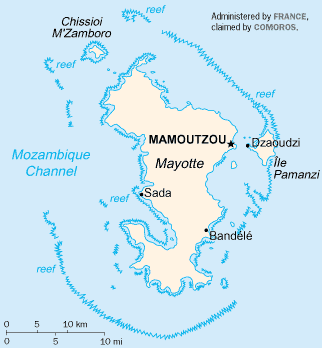
Karta över Mayotte.

Mayotte (komoriska: Maore, kibushi: Mahori), tidigare formellt Departementsområdet Mayotte, är ett franskt utomeuropeiskt departement. Området består av en huvudö, Grande-Terre (eller Mahoré), en mindre ö, Petite-Terre (eller Pamanzi) och ett antal kobbar och skär omkring dessa två.
Huvudstaden heter Mamoudzou.
Mayotte ligger nära Moçambiquekanalens norra ände i Indiska oceanen, mellan norra Madagaskar och norra Moçambique. Territoriet är geografiskt en del av Komorerna, men har politiskt varit skilt från den staten med samma namn sedan 1970-talet. Mayotte kallas ofta för Mahoré av dem som talar för dess förening med staten Komorerna.
Mayotte har en total yta på 374 km², och hade 213 000 invånare vid folkräkningen 2012.
Tidigare räknades Mayotte som ett "utomeuropeiskt kollektiv" inom Frankrike, och var därför inte fullt ekonomiskt och politiskt integrerat med fastlandet. Den 31 mars 2011 erhöll Mayotte istället statusen "utomeuropeiskt departement" och blev därmed det 101:e departementet inom Frankrike. Det innebär att Mayottes rättsväsende samt politiska, ekonomiska och sociala situation gradvis kommer att anpassas till övriga Frankrike under de kommande decennierna. Mayotte är sedan 1 januari 2014 en del av Europeiska unionen som ett yttersta randområde.

## Geografi

Karta över Komorerna med Mayotte

Huvudön Grande-Terre, geologiskt den äldsta av Komorerna, är 39 km lång och 22 km bred, och dess högsta punkt är Mont Bénara, med en höjd på 660 meter över havet. Ön har en relativt näringsrik jordmån på grund av den vulkaniska berggrunden. Ett korallrev omger en stor del av ön, vilket skyddar fartyg och skapar boplatser för fisk.
Dzaoudzi var huvudstad i Mayotte fram till 1977. Den ligger på ön Petite-Terre, som med en yta på 10 km² är den största ön efter Grande-Terre, numera är Mamoudzou huvudstad. Mayotte innehar ett medlemskap i Kommissionen för Indiska oceanen.

## Historia
År 1500 etablerades sultanatet Maore eller Mawuti (sammandragning av arabiska جزيرة الموت och på franska förvrängt till Mayotte) på ön. År 1503 observerades ön av portugisiska utforskare, men koloniserades inte.
1832 erövrades Mayotte av Andriantsoly, kung av Iboina på Madagaskar, 1833 erövrades ön ytterligare en gång av det intilliggande sultanatet Mwali, och den 19 november 1835 erövrades den ytterligare en gång av Ndzuwani-sultanatet. 1836 återfick ön sin självständighet under den sista lokalt utsedda sultanen.
Mayotte överlämnades till Komorerna år 1843. Det var den enda ön i arkipelagen som i omröstningarna 1974 och 1976 röstade för att hålla kvar sin koppling med Frankrike och inte vara självständigt. Komorerna fortsätter att göra anspråk på Mayotte, och 1976 la Frankrike in sitt veto mot resolution i FN:s säkerhetsråd, där 11 av 15 medlemmar erkänt Komorernas överhöghet. 

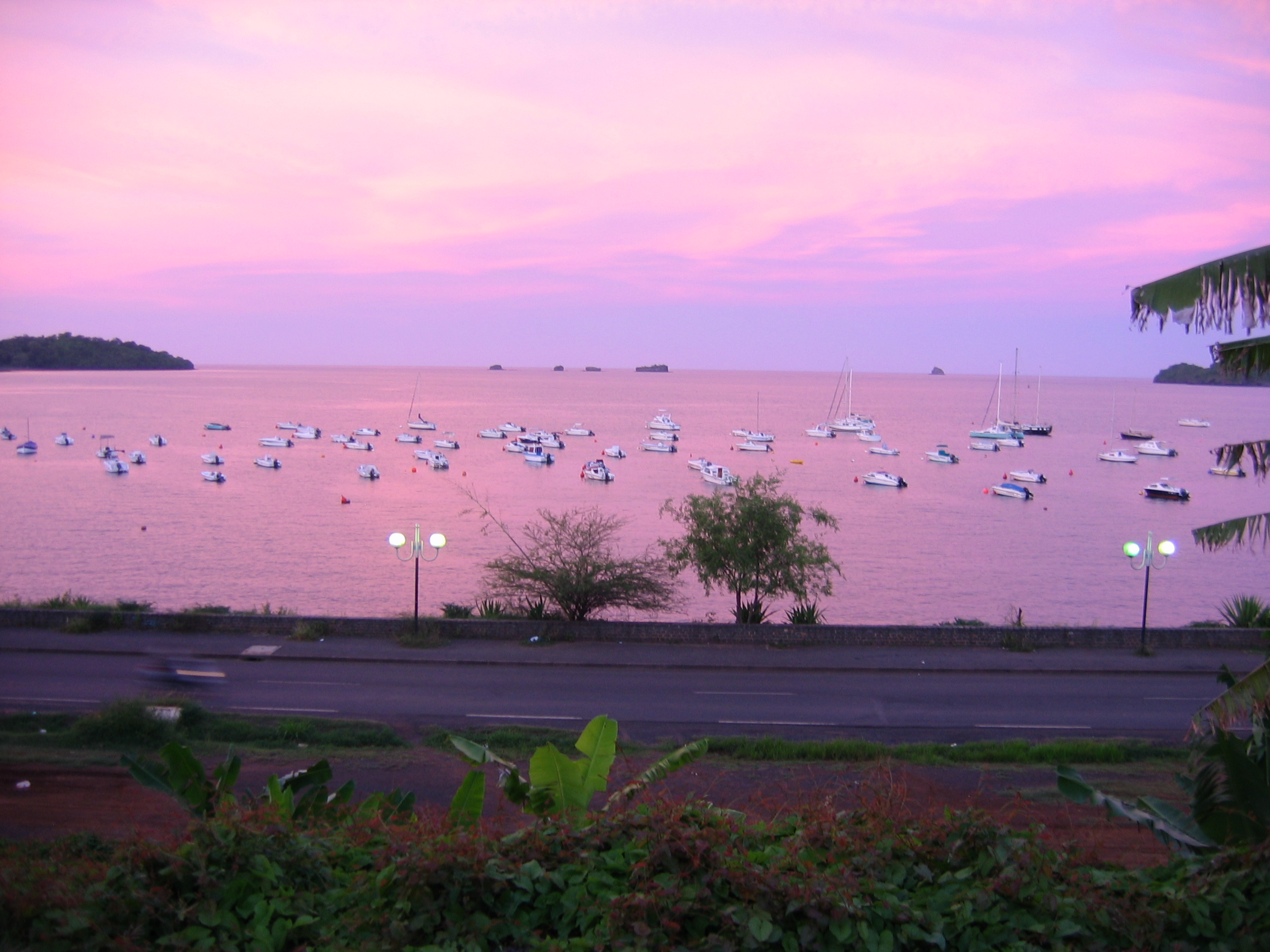
Havet nära Mamoudzou

Situationen visade sig vara tungrodd för Frankrike: medan den lokala befolkningen till stor del inte ville vara självständig från Frankrike, har landet fått kritik från vissa vänsterregeringar i före detta kolonier, över att det inte vill släppa taget om sin koloni. Utöver detta skulle Mayotte vara svårt att integrera i Frankrike, dels eftersom ön styrs av traditionell islamsk lag, dels eftersom det skulle kosta mycket att uppgradera Mayottes levnadsstandard till den i moderlandet. Av dessa anledningar måste lagar som skapas i Frankrike specifikt nämna om de gäller på Mayotte, för att göra det.
Mayottes status ändrades 2001 till att vara väldigt lik franska fastlandets departement, även om Komorerna fortfarande gör anspråk på den. Denna förändring godkändes av 73% av befolkningen vid en folkomröstning på Mayotte. Den 31 mars 2011 blev Mayotte ett av Frankrikes utomeuropeiska departement efter en folkomröstning som hölls den 29 mars 2009. Drygt 95 % av befolkningen röstade "ja" till förslaget. Valdeltagandet var omkring 61 %.

## Natur
Växtligheten på ön liknar den som finns på Madagaskar. På grund av naturens mångfald räknas Mayotte tillsammans med Madagaskar och med andra öar i regionen som en biologisk hetfläck. I havet kring ön registrerades 760 olika fiskarter, 581 arter av leddjur, 450 arter av nässeldjur och 24 marina däggdjur. På och kring ön dokumenterades 130 olika fågelarter, inklusive mayottesolfågel och mayottedrongo som är endemiska för Mayotte. Bland de 20 kräldjuren som registrerades förekommer 7 arter endast på ön. Av de landlevande däggdjuren är flyghundar och den introducerade bruna makin (Eulemur fulvus) talrikast.

## Administrativ indelning
Mayotte delas administrativt in i 17 kommuner. Utöver detta finns 19 kantoner, som inte visas på kartan. Var och en av kantonerna motsvarar en kommun, förutom kommunen Mamoudzou som delas in i tre kantoner. Det finns inga arrondissement på Mayotte.
| 1. Dzaoudzi 2. Pamandzi 3. Mamoudzou 4. Dembeni 5. Bandrélé 6. Kani-Kéli 7. Bouéni 8. Chirongui 9. Sada 10. Ouangani 11. Chiconi 12. Tsingoni 13. Mtsangamouji 14. Acoua 15. Mtsamboro 16. Bandraboua 17. Koungou |

## Språk
Ursprungsspråken på Mayotte är:
- shimaore, en dialekt av komoriska (som är en nära släkting till swahili)
- kibushi, en västlig dialekt av malagassiska, kraftigt influerad av shimaore och arabiska
- kiantalaotsi, ytterligare en västlig dialekt av malagassiskan som influerats av shimaore och arabiska
- arabiska, lärs främst ut i koranskolor

Kibushi talas i södra och nordvästra Mayotte, och shimaore talas på övriga delar av öarna.
Andra språk som förekommer på Mayotte är:
- franska, eftersom ön är en del av Frankrike
- flera komoriska dialekter som främst importerats av personer som migrerat till Mayotte sedan 1974

Shingazidza och shimwali, två av de komoriska dialekterna, är knappt förståeliga för personer som talar shimaore, medan personer som talar shindzwani (komorisk dialekt) och shimaore förstår varandra perfekt.
En undersökning företogs år 2006 av Frankrikes utbildningsminister bland elever som var registrerade i klass CM2 (ungefär motsvarande mellanstadiet i svenska skolsystemet). Frågorna som ställdes handlade om vilket språk som talades av dem och vilket som talades av deras föräldrar. Enligt denna undersökning talas följande språk på Mayotte (procentsatserna går över 100% eftersom vissa personer är naturligt tvåspråkiga):
- Shimaore: 55,1%
- Shindzwani: 22,3%
- Kibushi: 13,6%
- Shingazidza: 7,9%
- Franska: 1,4%
- Shimwali: 0,8%
- Arabiska: 0,4%
- Kiantalaotsi: 0,2%
- Övriga: 0,4%

När man även räknade med andraspråk blev rankningen:
- Shimaore: 88,3%
- Franska: 56,9%
- Shindzwani: 35,2%
- Kibushi: 28,8%
- Shingazidza: 13,9%
- Arabiska: 10,8%
- Shimwali: 2,6%
- Kiantalaotsi: 0,9%
- Övriga: 1,2%

Franska är det enda officiella språket på Mayotte. Det är det språk som används av administrationen och det som används i skolorna. Det är det som främst används av television och radio, samt i annonsering. Trots detta är Mayotte det franska territorium där franskkunskaperna är som sämst, vilket visas av siffrorna ovan. Enligt 2002 års folkräkning kunde 55% av befolkningen äldre än 15 år läsa och skriva franska, även om denna siffra är högre än för shimaore (41%) och arabiska (33%).
Många blandar i dagsläget in franska ord i lokala språk, vilket gör att många fruktar att språken kommer att dö ut, eller förvandlas till franskbaserade kreolspråk.

## Kommunikationer
Det finns varken järnvägar eller färjelinjer på Mayotte. Det finns totalt 93 kilometer landsväg, varav 72 kilometer är asfalterade. I Dzaoudzi och Longoni finns hamnar, och i ögruppen finns en flygplats med asfalterad landningsbana.

## Demografi
Vid 2012 års folkräkning bodde 213 000 människor i Mayotte. Vid folkräkningen 2002 var 64,7% av dem födda i Mayotte, 3,9% i resterande Frankrike, 28,1% var invandrare från Komorerna, 2,8% var invandrare från Madagaskar, och resterande 0,5% kom från övriga länder.

### Historisk befolkning
| 23 364                                          | 32 607 | 47 246 | 67 167 | 94 414 | 131 320 | 160 265 | 186 452 | 212 645 |
| Officiella siffror från tidigare folkräkningar. |        |        |        |        |         |         |         |         |

## Politik
Mayotte styrs av en prefekt och en president för Generalförsamlingen. Mayottes huvudstad är Mamoudzou, som efterträdde Dzaoudzi som huvudstad 1986.

### President för generalförsamlingen
- 1976-2004 - Younoussa Bamana
- 2004-2008 - Saïd Omar Oili
- 2008- - Ahmed Attoumani Douchina